# Павловський Леонід Ілліч
Леоні́д Іллі́ч Павло́вський (*26 травня 1947, Одеса) — український кінорежисер, монтажер, актор. Заслужений діяч мистецтв України (2009).

## Біографія
Народився в родині службовців. 
1968 рік — керівник аматорської кіностудії Одеського Будинку офіцерів.
1969 рік  фотограф бюро технічної інформації.
1972 рік — Закінчив сценарний факультет Всеросійського держивного інституту кінематорафії (майстерня документального фильму О. Нікіфорова)
1974 рік — режисер Куйбишевської студії кінохроніки.
1976 рік — асистент режисера Нижньо-Волзької студії кінохроніки.
з 1976 року — режисер Одеської кіностудії. 
У 1989 році закінчив Вищі сценарні і режисерські курси в Москві.
Член Національної Спілки кінематографістів України.
Викладає в Одеському театрально-художньому училищі, готує фахівців за спеціалізацією "Кіно-фото-відеосправа".
Зіграв ряд епізодичних ролей у кіно, зокрема в картинах Кіри Муратової.

## Творчий доробок
Створив на Нижньоволзькій студії хроніки фільми: «Хлібороб», «Селу — кадри високої кваліфікації» (1975), «Особлива людина», «Лінія» (1978), «Волга впадає в Каспійське море», «Міжгосподарські підприємства по міліорації земель» (1979).
Режисер-постановник (Одеська кіностудія):
- «Подарунок долі» (1977, у співавт. з О. Павловським)
- «Фундаментобудування в СРСР» (1986)
- «Колір кориди» (1987)
- «На знак протесту» (1989)
- «Кредитка» («Ефект присутності») (2004) та ін.

Зіграв ряд епізодичних ролей у кіно:
- «Чутливий міліціонер» (1992, епізод)
- «Другорядні люди (2001, Леонід Ілліч)
- «Ефект присутності» (2004, глядач)
- «Настроювач» (2004, Вадим Михайлов)
- «Золоте теля» (2005, 3-тій пікейний жилет)
- «Два в одному» (2006, епізод)
- «Іван Подушкін. Джентльмен сиску-1» (2006, Розенкранц, лікар-офтальмолог)
- «Одружити Казанову» (2009, епізод)
- «Мелодія для катеринки» (2009, директор супермаркету) тощо.

Режисер монтажу:
- «І чорт з нами» (1991)
- «Другорядні люди (2001)
- «Ефект присутності» (2004) та ін.